# 青少年反吸煙委員会
青少年反吸煙委員会（せいしょうねんはんきゅうえんいいんかい、Youth Committee on Anti-smoking,YCAS）は香港政府の認可した反喫煙活動の団体。2004年5月31日（世界禁煙デー）に設立。